# Alianza Lima
Club Alianza Lima este un club sportiv care operează un număr de echipe în Lima, Peru, dintre care cea mai renumită este aceea de fotbal. Este unul dintre cele mai importante cluburi de fotbal din Peru. 
Fondat pe 15 februarie 1901 ca „Sport Alianza” , clubul și-a schimbat de mai multe ori numele, până la stabilirea numelui „Alianza Lima” .
Stadionul principal al clubului este Estadio Alejandro Villanueva, cunoscut popular ca Matute, la Lima. Alianza Lima are o îndelungată rivalitate cu clubul Universitario de Deportes.

## Lotul actual
- Numerele sunt stabilite conform sitului oficial [1]

- Începând cu 29 ianuarie 2025.

| Nr. |           | Poziție | Jucător                        |
| --- | --------- | ------- | ------------------------------ |
| 1   | Peru      | P       | Ángelo Campos                  |
| 4   | Peru      | F       | Erick Noriega                  |
| 5   | Peru      | F       | Carlos Zambrano (vice-căpitan) |
| 6   | Peru      | F       | Renzo Garcés                   |
| 7   | Ecuador   | M       | Fernando Gaibor                |
| 8   | Ecuador   | A       | Eryc Castillo                  |
| 9   | Argentina | A       | Hernán Barcos (căpitan)        |
| 10  | Uruguay   | M       | Pablo Ceppelini                |
| 11  | Peru      | A       | Jhamir D'Arrigo                |
| 12  | Peru      | P       | Ángel de la Cruz               |
| 13  | Peru      | F       | Ricardo Lagos                  |
| 14  | Peru      | F       | Marco Huamán                   |
| 15  | Peru      | M       | Jesús Castillo                 |
| 16  | Peru      | A       | Matías Succar                  |

| Nr. |           | Poziție | Jucător                                          |
| --- | --------- | ------- | ------------------------------------------------ |
| 17  | Peru      | M       | Jean Pierre Archimbaud                           |
| 19  | Argentina | A       | Alan Cantero (împrumutat de la Godoy Cruz)       |
| 20  | Uruguay   | M       | Pablo Lavandeira                                 |
| 21  | Peru      | F       | Miguel Trauco                                    |
| 22  | Argentina | F       | Guillermo Enrique (împrumutat de la Gimnasia LP) |
| 23  | Bolivia   | P       | Guillermo Viscarra                               |
| 25  | Peru      | M       | Luis Navea                                       |
| 27  | Peru      | A       | Kevin Quevedo                                    |
| 28  | Peru      | M       | Gonzalo Aguirre (împrumutat de la Nueva Chicago) |
| 34  | Peru      | A       | Paolo Guerrero                                   |
| 35  | Peru      | F       | Jhoao Velásquez                                  |
| 36  | Peru      | F       | Rait Alarcón                                     |
| 37  | Peru      | M       | Juan Delgado                                     |
| 40  | Peru      | A       | Said Peralta                                     |

### Împrumutați
| Nr. |      | Poziție | Jucător                                   |
| --- | ---- | ------- | ----------------------------------------- |
| —   | Peru | P       | Sebastián Amasifuén (la Alianza Atlético) |
| —   | Peru | M       | Cristian Neira (la Cienciano)             |

| Nr. |           | Poziție | Jucător                            |
| --- | --------- | ------- | ---------------------------------- |
| —   | Venezuela | A       | Jeriel De Santis (la Caracas F.C.) |

## Statistici 2009/2010
| Torneo Descentralizado 2009 | Poziție | Puncte | Jucate | Victorii | Egaluri | Înfrângeri | Adevăr |
| Alianza Lima                | 2       | 76     | 44     | 22       | 10      | 12         | +13    |

- Golgheteri:
  - Claudio Velásquez - 10 goluri

| Copa Libertadores 2010 | Jucate | Victorii | Egaluri | Înfrângeri | Adevăr |
| Alianza Lima           | 7      | 4        | 0       | 2          | +5     |

- Golgheteri:
  - José Carlos Fernández - 7 goluri
  - Wilmer Aguirre - 3 goluri
  - Johnnier Montaño - 1 gol
  - Jean Tragodara - 1 gol
  - Roberto Ovelar - 1 gol
  - Jean Tragodara - 1 gol
  - Joel Sánchez - 1 gol

- Portari
  - Salomón Libman -  6 goluri în 5 meciuri
  - George Forsyth -  4 goluri în 2 meciuri

## Jucători importanți
| - Peru - Alejandro Villanueva - Luis Escobar - Víctor Zegarra - Teófilo Cubillas - César Cueto - Waldir Sáenz - Pedro Pablo 'Perico' León - Guillermo Rivero - Carlos Gómez Sánchez - Jose "Caico" Gonzales Ganoza - Miguel Rostaing La Torre - Adelfo Magallanes Campos - Juan Valdivieso - Guillermo "Chicho" Salas - José Velásquez - Jaime Duarte - Guillermo Delgado - Víctor Benítez - Cornelio Heredia - Óscar Gómez Sánchez | - - Antonio Osores Peña - Roberto Rojas - Cesar Sussoni - Alfredo Calle - Paulo Hinostroza - Flavio Maestri - Juan Jayo - José Soto - Marko Ciurlizza - Sandro Baylon - Henry Quinteros - Claudio Pizarro - Rinaldo Cruzado - Jefferson Farfán - José Paolo Guerrero | - Argentina - Pedro Monzón - Gustavo Barros Schelotto - Hernán Barcos - Brazilia - Palhinha - Marquinho - Chile - Fernando Martel - Rodrigo Pérez - Columbia - Tressor Moreno - Victor Hugo Marulanda - Arley Rodríguez - Mexic - Irving Guzman - Uruguay - Martín Ligüera - Walter Ibáñez - Luis Aguiar - Pablo Lavandeira |

## Internaționali importanți
Alberto Denegri
Domingo Garcia
Jose Maria Lavalle
Demetrio Neyra
Julio Quintana
Jorge Sarmiento
Alberto Soria
Juan Valdivieso
Alejandro Villanueva
Julio Baylon
Pedro Pablo Leon
Teófilo Cubillas
Javier Gonzalez
Eladio Reyes
Hector Santos
Jaime Duarte
Jose Velasquez
Cesar Cueto
Juan Caceres
Guillermo la Rosa
Hugo Sotil
Roberto Rojas
Salvador Salguero
Jose Gonzalez
Jorge Olaechea
Miguel Araujo